# ناني جيرمون
ناني جيرمون (بالفرنسية: Nane Germon)‏ هي ممثلة فرنسية، ولدت في 10 يونيو 1909 في فرنسا، وتوفيت بنفس المكان في 6 مارس 2001.

## أعمال

### أفلام
- (1981) ديفا
- (1995) ذا سيتي أوف لوست شايدرن[3]

## وصلات خارجية
- ناني جيرمون على موقع IMDb (الإنجليزية)
- ناني جيرمون على موقع قاعدة بيانات الأفلام العربية
- ناني جيرمون على موقع ألو سيني (الفرنسية)
- ناني جيرمون على موقع أول موفي (الإنجليزية)
- ناني جيرمون على موقع قاعدة بيانات الأفلام السويدية (السويدية)
- ناني جيرمون على موقع قاعدة بيانات الفيلم (الإنجليزية)
- ناني جيرمون على موقع كينوبويسك (الروسية)